# Biedaszki (Kętrzyn)

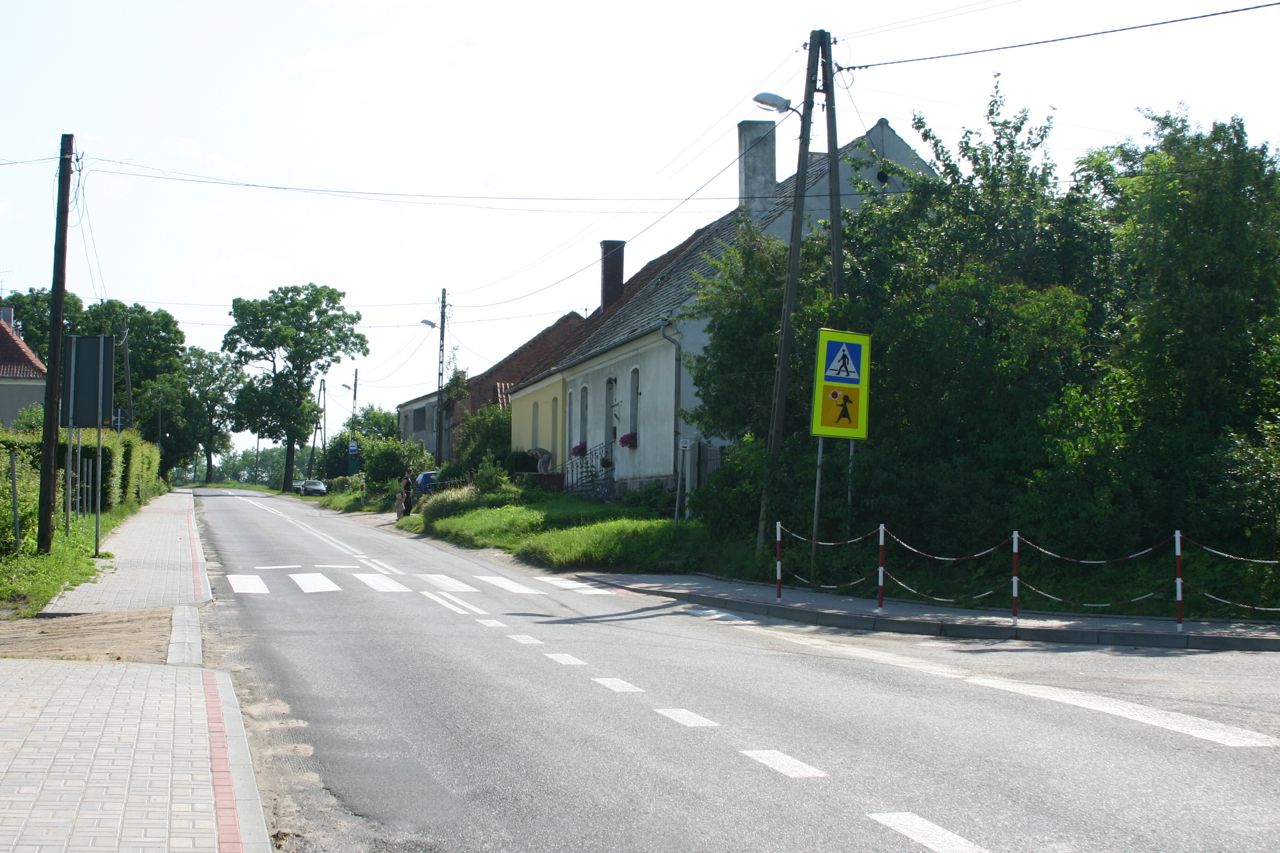
Biedaszki

Biedaszki (deutsch Biedasken, später Groß Neuhof) ist ein Dorf in Polen in der Woiwodschaft Ermland-Masuren in der Landgemeinde Kętrzyn.

## Geographische Lage
Biedaszki liegt etwa zwei Kilometer südlich von Kętrzyn an der Woiwodschaftsstraße 594.

## Geschichte
Am 6. November 1458 erhielt Wernhard Siefferddorffer 18 Hufen Land vom Hochmeister des Deutschen Ordens Ludwig von Erlichshausen, was den Grundstein für das heutige Biedaszki legte. 1929 wurde das lutherische Predigerseminar aus Karolewo hierher verlegt. Das Seminar wurde 1940 aufgelöst, und in dem Gebäude wurde eine Funkstation für die Wolfsschanze eingerichtet. Die Station war bewusst entfernt vom eigentlichen Führerhauptquartier Hitlers eingerichtet worden, um die Lage nicht durch die Antennen zu verraten.
Im Juli 1945 war der Ort, inzwischen in Wielki Dwór umbenannt, Sitz einer Gemeinde mit Witold Pakultinis als Gemeindevorsteher. Im Dezember desselben Jahres ging der Gemeindesitz an Rastenburg (Kętrzyn). Als eine der ersten im Gebiet um Rastenburg wurde 1945 eine Grundschule im Dorf eröffnet, in welcher im ersten Schuljahr 38 Schüler unterrichtet wurden. Rastenburg gab aber im Juli 1946 den Gemeindesitz wieder an Wielki Dwór zurück. Hier bildete sich im September des Jahres der Nationalrat der Gemeinde (Gminna Rada Narodowa), der für 40 Ortschaften und 9.511,52 Hektar zuständig war. 1950 wurde die Gemeindebibliothek eröffnet. Nach einer Verwaltungsreform war das Dorf ab 1954 Sitz einer Gromada.
Am 28. September 1960 wurde der Sitz des Rates nach Kętrzyn verlegt. 1973 wurde Biedaszki Teil der Gemeinde Kętrzyn.

### Einwohnerentwicklung
1785 gab es in Biedaszki 17 Wohnhäuser und ein zugehöriges Vorwerk mit zwei Gebäuden. 1817 hatte sich die Zahl der Wohnhäuser auf 20 erhöht.
| Jahr          | 1817 | 1933 | 1939 | 1970 | 2002 |
| Einwohnerzahl | 145  | 812  | 803  | 503  | 220  |

## Schulzenamt
Zum Schulzenamt gehören, neben Biedaszki selbst, die Dörfer Biedaszki Małe, Nowy Młyn, Smokowo und Trzy Lipy.

## Bildung
Im Ort gibt es eine Grundschule.